# Теорема Атьи — Зингера об индексе
Теорема Атьи — Зингера об индексе — утверждение о равенстве аналитического и топологических индексов эллиптического оператора на замкнутом многообразии. Установлено и доказано в 1963 году Майклом Атьёй и Изадором Зингером.
Результат способствовал обнаружению новых связей между алгебраической топологией, дифференциальной геометрией и глобальным анализом, нашёл применение в теоретической физике, а исследование его обобщений сформировалось в отдельное направление {\displaystyle K}-теории — теорию индекса.

## Определения и формулировка
Аналитический индекс дифференциального оператора {\displaystyle d\colon C^{\infty }(E)\to C^{\infty }(F)}, где {\displaystyle E} и {\displaystyle F} — гладкие векторные расслоения над дифференцируемым замкнутым многообразием {\displaystyle X}, — это разность между размерностями его ядра и коядра:
{\displaystyle i_{a}(d)=\mathrm {dim} \,\mathrm {Ker} \,d-\mathrm {dim} \,\mathrm {Coker} \,d=\mathrm {dim} \,d^{-1}(0)-\mathrm {dim} \,C^{\infty }(F)/d(C^{\infty }(E))}.
Для эллиптических операторов эти размерности конечны.
Топологический индекс эллиптического оператора {\displaystyle d\colon C^{\infty }(E)\to C^{\infty }(F)} определяется как:
{\displaystyle i_{t}(d)=\{\mathrm {ch} \,V(\sigma )\cdot \pi _{\Sigma }^{*}{\mathcal {T}}(X)\}[\Sigma (X)]},
где {\displaystyle \sigma (d)} — символ оператора {\displaystyle d}, определяющий изоморфизм поднятий {\displaystyle \sigma (d)\colon \pi ^{*}(E)\to \pi ^{*}(F)}, {\displaystyle \pi \colon S(X)\to X} — расслоение единичных сфер кокасательного расслоения {\displaystyle T^{*}X} многообразия {\displaystyle X}, {\displaystyle V(\sigma )} — расслоение {\displaystyle \pi ^{+*}(E)\cup _{\sigma }(d)\pi ^{-*}(F)} над склейкой {\displaystyle \Sigma (X)=B^{+}\cup _{S(X)}B^{-}} двух экземпляров пространства расслоений {\displaystyle B(X)} единичных шаров в {\displaystyle T^{*}X} ({\displaystyle S(X)} — край {\displaystyle B(X)}); {\displaystyle \mathrm {ch} \,V(\sigma )} — когомологический характер Чженя расслоения {\displaystyle V(\sigma )}; {\displaystyle {\mathcal {T}}(X)} — когомологический класс Тодда комплексифицированного кокасательного расслоения {\displaystyle T^{*}X\otimes _{\mathbb {R} }\mathbb {C} }; {\displaystyle \pi _{\Sigma }^{*}\colon \Sigma (X)\to X}; {\displaystyle \pi _{\Sigma }^{*}{\mathcal {T}}(X)={\mathcal {T}}(\Sigma (X))}, а часть «{\displaystyle [\Sigma (X)]}» означает взятие {\displaystyle 2n}-мерной компоненты элемента {\displaystyle \{\mathrm {ch} \,V(\sigma )\cdot \pi _{\Sigma }^{*}{\mathcal {T}}(X)\}} на фундаментальном цикле многообразия {\displaystyle \Sigma (X)}.
Утверждение теоремы заключается в равенстве аналитического и топологического индекса эллиптических операторов на замкнутых многообразиях.

## История
Частные проявления соотношения, выраженного в теореме об индексе, были обнаружены ещё в XIX веке, такова, например, формула Гаусса — Бонне, связывающая эйлерову характеристику поверхности с её гауссовой кривизной и геодезической кривизной её границы, а также её многомерные обобщения. Ещё одно проявление такой связи — теорема Римана — Роха для неособых алгебраических кривых (1865) и её обобщение на произвольные векторные расслоения на компактных комплексных многообразиях — теорема Римана — Роха — Хирцебруха (1954).
Вопрос о возможном соотношении аналитического индекса эллиптических операторов и их топологических характеристик сформулировал Израиль Гельфанд в 1960 году, обратив внимание на инвариантность аналитического индекса относительно деформаций оператора. В 1963 году Атьёй и Зингером найдена такая топологическая характеристика; в 1964 году опубликовано доказательство для многообразий с краем. Первые варианты доказательства использовали технику, сходную с доказательством Фридриха Хирцебруха обобщения гипотезы Римана — Роха, в значительной степени привлекали средства теории когомологий и кобордизмов и отличались значительной технической сложностью. Через несколько лет формулировка и доказательство были переведены на язык {\displaystyle K}-теории, тем самым доказательство существенно упрощено, и открыта возможность для дальнейших обобщений, и в 1970-е — 1990-е годы аналоги теоремы были получены для более широких и различных специальных классов объектов.
Теорема об индексе (наряду с {\displaystyle K}-теорией и аналогом формулы Лефшеца для эллиптических операторов) была упомянута в номинации Атьи на Филдсовскую премию 1966 года. В 2004 году за теорему об индексе Атья и Зингер удостоены премии Абеля.

## Следствия
Из теоремы следует, что топологический индекс эллиптического оператора на замкнутом многообразии — целое число. Другое следствие — аналитический и топологический индексы для оператора на многообразии нечётной размерности равны нулю.
Теорема Римана — Роха и её обобщения — теорема Римана — Роха — Хирцебруха и теорема Римана — Роха — Гротендика — естественные следствия теоремы об индексе.